# Drumul european E35
E35 este un drum european de referință nord-sud care începe din Țările de Jos de la Amsterdam, traversează Germania, Elveția și Italia, terminându-se la Roma, în Italia.

## Traseu și drumuri locale
- Țările de Jos
  -  Amsterdam–Utrecht
  -  Utrecht–Babberich/Elten
- Germania
  -  Elten–Köln–Rüsselsheim
  -  Rüsselsheim–Darmstadt
  -  Darmstadt–Karlsruhe–Weil am Rhein/Basel
- Elveția
  -  Basel–Augst
  -  Augst–Egerkingen
  -  Egerkingen–Oftringen
  -  Egerkingen–Lucerna–Altdorf–Bellinzona–Chiasso/Cernobbio
- Italia
  -  Cernobbio–Lainate
  -  Lainate–Milano
  -  Milano (Terrazzano–Cologno)
  -  Milano–Fiano Romano
  -  Fiano Romano–Roma